# 水元ゆうな
水元 ゆうな（みずもと ゆうな、1983年8月31日 - ）は、日本のAV女優、ストリッパー、女優。株式会社ビュースタイルズエンターテイメント所属。
趣味、特技：バレエ・生け花、着付け・料理。

## 略歴
- 2003年5月に『つやキラ◆ 水元ゆうな（マックス・エー）でAVデビュー。
- 2005年4月に『超デジモ　水元ゆうな』（レアル・ワークス）でセルデビュー。
- 2007年以降ストリップ嬢。
- 2009年からは女優活動も再開。
- 2013年以降新作の発表がない。

## 作品

### アダルトビデオ

#### 2003年
- つやキラ◆（5月23日［VHS］/2004年9月19日［DVD］、マックス・エー）
- approach（5月27日［DVD］/6月27日［VHS］、アリスJAPAN）
- エレメント（7月25日［VHS］/11月21日［DVD］、マックス・エー）
- 誘惑のフェロモン（8月29日、アリスJAPAN）
- 眠れぬ夜は貴方と…。（9月30日、マックス・エー）
- 君がゆうなのオナペット（10月24日、アリスJAPAN）
- ベッドルームの女（11月28日、マックス・エー）
- アレが欲しくてタマらないM女ナース（12月19日、アリスJAPAN）

#### 2004年
- ワン◇らぶ（1月30日、マックス・エー）
- 女尻（2月20日、アリスJAPAN）
- 監禁ボディドール（3月30日、マックス・エー）
- 制服人形（4月23日、アリスJAPAN）
- ダブルストーリー（8月21日、h.m.p）
- ビューティ・ハニー2（8月31日、h.m.p）※レンタル
- DEEP SEX（9月21日、h.m.p）
- 魅せて!お姉さまのプライベートファック（9月21日、h.m.p）※レンタル
- 媚熱 淫らにさせて…（10月27日、h.m.p）
- とろけ〜るお姉さまSEX（10月30日、h.m.p）※レンタル
- oh!水元ゆうな（11月10日、ビデオバンク）
- 愛欲★マニア（11月27日、h.m.p）※レンタル
- お姉さまは痴女?!（11月27日、h.m.p）※レンタル
- キワどい欲情… 牝になるセックス（12月31日、h.m.p）※レンタル

#### 2005年
- THE BODY（1月23日、宇宙企画（メディアステーション））※レンタル
- あぶない!ゆうな先生（2月17日、宇宙企画）※レンタル
- 猥褻MAX（3月17日、宇宙企画）※レンタル
- Full Volume（3月21日、ビデオバンク）
- プレミア・ミックス（4月15日、メディアステーション）
- 超デジモ（4月22日、レアル・ワークス）
- ボクの彼女（5月20日、レアル・ワークス）
- ゆうなが奥さんになってあげる 水元ゆうなの癒し系おもてなし超高級ソープ嬢（6月17日、レアル・ワークス）
- Full Volume!GOLD（6月21日、ビデオバンク）※総集編
- 超絶頂オマンコ拷問ライブ4時間スペシャル（7月22日、レアル・ワークス）
- 小沢菜穂と水元ゆうなのダブルドリーム　スペシャル（8月19日、レアル・ワークス）共演:小沢菜穂
- レアル（9月23日、レアル・ワークス）
- おちんちん熱いですよ ゆうなが優しく癒してあげる（10月21日、レアル・ワークス）
- 猥褻フェラチオ（11月18日、レアル・ワークス）
- プレミアムBEST（11月22日、マックス・エー）※総集編
- 超・超デジモ（12月16日、レアル・ワークス）

#### 2006年
- 責め痴女（1月20日、レアル・ワークス）
- ゆうなマニアデラックス4時間（2月17日、レアル・ワークス）※総集編
- REAL STARS 水元ゆうな BEST 4時間（2月17日、レアル・ワークス）※総集編
- 淫語とマンコでチンポいじめ（3月17日、レアル・ワークス）
- リアルセックス（4月21日、レアル・ワークス）
- 僕だけの淫語レッスン（5月19日、レアル・ワークス）
- 水元ゆうなに責められたい!（6月16日、レアル・ワークス）
- レアル 水元ゆうな 2（7月21日、レアル・ワークス）
- ボクの彼女2（8月18日、レアル・ワークス）
- モーレツ！イカセ特訓（9月22日、レアル・ワークス）
- SEX革命 vol.13（10月13日、MOODYZ）
- REAL STARS 水元ゆうな BEST 4時間 2（10月20日、レアル・ワークス）※総集編
- スーパーボディーの美尻、フェラチオ、超接写。（11月7日、プレミアム）
- REAL STARS 水元ゆうな BEST4時間 3（11月17日、レアル・ワークス）※総集編
- ハイパーデジタルモザイクVol.048（12月1日、MOODYZ）
- スーパーボディーのチンチン介護 オトナの妄想ホスピタル。（12月7日、プレミアム）

#### 2007年
- 性感アクメFUCK（1月1日、MOODYZ）
- 水元ゆうな 愛蔵版 本人が選ぶ最高に気持ち良かった10のSEX（1月19日、レアル・ワークス）
- 激イカセ濃厚FUCK!（2月13日、MOODYZ）
- 超絶品ボディーSPECIAL（3月1日、MOODYZ）共演:峰なゆか、妃乃ひかり、@YOU
- 女教師 レイプ 輪姦（4月13日、MOODYZ）
- 愛情ごっくんセックス♥（5月13日、MOODYZ）
- プレミアデジタルモザイク Vol.024（6月7日、プレミアム）
- 誘惑女教師（8月7日、プレミアム）

#### 2008年
- 拘束椅子Legend（2月19日、ドグマ）
- 水元ゆうな BEST 4時間（3月13日、MOODYZ）※総集編
- 水元ゆうなのガチンコ昇天SEX!（5月16日、マキシング）
- 汗かけ!潮吹け!!SPORTS☆ゲリラ Vol.2（6月16日、マキシング）
- 風俗ちゃんねる 09（8月16日、マキシング）
- ムービーバイヤーサイレントレイプ 声を出せない私（9月7日、アタッカーズ）
- 夫の目の前で犯されて― 侵入者6（10月7日、アタッカーズ）
- 壁越しのあやつり妻 恥ずかしい私を見ないで（11月7日、アタッカーズ）
- 水元ゆうなプレミアムBEST4時間（11月7日、プレミアム）※総集編
- 女教師・堕ちるまで…（12月7日、アタッカーズ）

#### 2009年
- 美人記者失踪事件 無限凌辱人形 不道徳な肉欲の餌食（1月7日、アタッカーズ）
- 水元ゆうな the BEST（1月16日、マキシング）※総集編
- 極上美女たちとハーレム3Pドリーム（1月16日、レアル・ワークス）※総集編
- 極道の女 筋、通させて頂きます。（2月7日、アタッカーズ）
- あのアイドルがスーパーリマスターREMIXで甦る [水元ゆうな]（2月21日、ビデオバンク）※総集編
- 遺伝子の悲劇III 感染D.N.A.（3月7日、アタッカーズ）
- THE BEST OF CAST SUPER STARS☆FANTASTIC大乱交（4月19日、kira☆kira）共演:西野翔、小澤マリア、nao.
- 強制快楽研究室（5月7日、アタッカーズ）
- 黄金伝説 水元ゆうなの原点（5月22日、マックス・エー）※総集編
- 集団ポルチオ大乱交6時間（6月1日、MOODYZ）共演:大沢佑香、友田真希、乃亜、辻さき
- 女スパイ セクシャル クラッシャー（7月7日、アタッカーズ）
- THE BEST OF 水元ゆうな（7月7日、アタッカーズ）※総集編
- 新奴隷島 第六章 普通の生活がしたかった…（8月7日、アタッカーズ）共演:青木玲、鷹宮りょう
- 女捜査官、堕ちるまで… 都市伝説 人喰椅子事件（9月7日、アタッカーズ）
- 曼堕羅文庫（10月7日、アタッカーズ）
- あなた、許して…。 ―隣の男に犯されて2―（11月7日、アタッカーズ）
- 奴隷城5（12月7日、アタッカーズ、ATTACKERS RBD-176）共演:姫咲りりあ、牧本千幸、MAYA

#### 2010年
- 憧れのキス魔先生に襲われた!（2月25日、美）
- 水元ゆうなちゃんタオル一枚男湯入ってみませんか? HARD（3月18日、SODクリエイト）
- くノ一拷問凌辱5（6月7日、アタッカーズ）共演:あすか伊央
- 奴隷ソープに堕ちた人妻2（7月7日、アタッカーズ）
- 未亡人の柔肌 義姉さんが犯されたあの日…。（8月7日、龍縛）
- THE BEST OF 水元ゆうな2（10月7日、アタッカーズ）個人総集編
- たま〜にタメ語になる敬語（11月5日、Cobra）
- スチュワーデスin… [脅迫スイートルーム] Cabin Attendant Yuuna(27)（11月15日、DREAM TICKET）「Yunna」名義
- 憧れの同僚が、目の前で全裸で宴会芸をさせられて（11月18日、SOFT ON DEMAND）
- 義母相姦 夏の誘惑…母さんの酒グセと秘密の関係（12月1日、ヴィーナス）
- 完全催眠凌辱 芸能人、堕ちるまで…（12月7日、アタッカーズ）

#### 2011年
- 言いなり妻（1月25日、Madonna）
- 友人の妻はドスケベ家庭教師（2月1日、ヴィーナス）
- 噂の居酒屋美人女将ゆうな 夫の前で犯されて…（2月7日、桃太郎）
- DUAL BOX 6時間（2月16日、MAXING）個人総集編
- フラダンサー（2月25日、Madonna）
- いいなり妻 良妻の条件（3月7日、桃太郎）
- ツン顔でイキガマンするオンナ教師（4月15日、So）
- 触手に溺れて— 女教師 触祭の宴（5月7日、in mad）
- ペニバン女医アナル狩り（5月15日、So）
- 公然ワイセツ淫乱SEX（5月19日、乱丸）
- 淫語痴女 寸止め・見下し・言葉責め中毒の女（5月19日、Dogma）
- 生々しい夫婦の性交（5月25日、Madonna）
- 光と影 姉妹の絆（6月7日、アタッカーズ）共演:黒木アリサ
- 湯けむり近親相姦 母子入浴交尾（7月1日、ヴィーナス）
- 窓際社員の僕の会社に中途入社してきた妻（7月13日、MOODYZ）
- 本能剥き出し生中出しセックス（7月25日、ダスッ!）
- 温泉宿で犯された僕の妻娘（8月2日、DOC）
- 人妻ゆうな（8月7日、桃太郎）
- 中出し近親相姦 息子に犯された母（8月19日、ヴィーナス）
- 男根に育てられた女 肉体哀記（11月7日、アタッカーズ）共演:春香るり、風花
- S級熟女コンプリートファイル4時間（12月19日、ヴィーナス）個人総集編

#### 2012年
- 潜入調査!!興信所の母（1月1日、ヴィーナス）
- 夫に売られた奴隷人妻（1月13日、MOODYZ）
- 艶美乱舞 16時間（1月19日、Rookie）個人総集編
- ホームレス淫乱SEX（1月19日、乱丸）
- ぶっかけ中出し輪姦500連発（1月25日、ダスッ!）
- 男根に躾けられた女7（2月7日、アタッカーズ）
- 近親相姦 寝取られ物語 見知らぬ男と我が息子、恍惚の連続寝取られ姦!!（2月19日、ヴィーナス）
- いやらし〜いバキューム女の終わらない男潮噴き（5月19日、Rookie）
- 幻母 禁断母子スワップ はれんち姉妹の愛息交姦日記（6月19日、ヴィーナス）共演:森ななこ
- 人妻のおねだり 〜主人の代わりにシテ下さい〜（6月25日、Madonna）
- 近親相姦 エロ尻母（8月1日、ヴィーナス）
- 包容力と母性愛に包みこまれる淫語ビデオ 水元ゆうな先生（9月19日、Dogma）
- 水元ゆうなが30人の精子を一気に抜く!（10月25日、ダスッ!）
- 女狐（12月7日、ATTACKERS(in mad)）

#### 2019年
- 狂った理性 あなた許して…第一章（6月28日、ナタリー文庫）他出演：風間ゆみ、黒木かえで、堀口奈津美、雪乃、甘衣かおり、松野ゆい

### ヌードイメージビデオ・ドラマ
- Cherry Lips（2003年4月25日、英知出版）
- PHOTO SHOT DX 2003（2003年6月11日、英知出版）
- アカルイハダカ（2003年9月18日、ポニーキャニオン）
- Endless World（2004年12月22日、ビーエムドットスリー）
- EROTICA 9（2005年4月15日、メディアクライス）
- 水元ゆうな（2005年4月22日、マックス・エー）
- 新・監禁逃亡3 美姉妹・服従の掟 劇場版（2010年5月14日、竹書房）共演:伊東遥
- 背徳家族の異常な愛情 SP（2012年5月11日、LEGEND PICTURES）共演:薫桜子、藍山みなみ、愛葉るび

### 写真集
- CherryLips（2003年5月15日、インフォレスト）
- yuuna（2004年1月27日、双葉社）

### 映画
- QUESTION クエスチョン（2004年8月20日、フルモーション）
- マグマのごとく（2004年10月15日、ハピネット・ピクチャーズ）
- ぼくの先生（2004年11月5日、レジェンド・ピクチャーズ）
- 湯けむりの中で 未亡人女将の誘惑（2005年2月9日、ビーエムドットスリー）
- 派遣秘書（2005年8月25日、ミュージアム）
- 禁断の華　緊縛義父の異常な愛情（2006年2月3日、レジェンド・ピクチャーズ
- 若妻なぶり 愛欲の悶え（2006年7月5日、ビーエムドットスリー）共演:今野由愛
- 真夜中の就職試験（2006年8月25日、GPミュージアム）共演:いとう美羽
- 人妻づくし 総集編（2007年3月28日、ビーエムドットスリー）共演:沢田麗奈
- 乱艶母（2009年1月25日、GPミュージアム）
- 妖美伝奇　新説　牡丹灯篭　壱 - この世の果て（2009年）共演:桜井まり、大江朝美
- 月刊!許して…セレクション（2009年9月25日、GPミュージアム）共演:吉沢明歩、北川明花

## 出演

### テレビ
ドラマ
- ああ探偵事務所 第10話ゲスト (2004年、テレビ朝日)

バラエティ
- すすきの天国 よるたまZ（2006年 - 現在、テレビ北海道）コーナーレギュラー

「北海道"うまいっしょリポート"なまらっ!!満腹女神」（※MAN-ZOKUディーバとして）